# Мильян, Алекс
Алехандро Мильян Ирансо (исп. Alejandro "Álex" Millán Iranzo; 7 ноября 1999, Сарагоса, Испания) — испанский футболист, нападающий клуба «Серкль Брюгге». 

## Клубная карьера
Мильян — воспитанник клубов «Сарагоса» и «Вильярреал». В 2017 году для получения игровой практики он начал выступать за дублирующие команды последнего. 16 декабря 2020 года в поединке Кубка Испании против «Лехона» Алекс дебютировал за основной состав. В декабре в матче против «Осасуны» он дебютировал в Ла Лиге. Летом 2021 года для получения игровой практики Мильян был отдан в аренду в бельгийский «Серкль Брюгге». 15 августа в матче против «Андерлехта» он дебютировал в Жюпиле лиге. В поединке против «Зюлте-Варегем» Алекс сделал «дубль», забив свой первый гол за «Серкль Брюгге».

## Международная карьера
В 2016 году в составе юношеской сборной Испании Мильян завоевал серебряные медали юношеского чемпионата Европы, проходившего в Азербайджане. На турнире он сыграл в матчах против команд Нидерландов и Сербии.